# 大岩駅
大岩駅（おおいわえき）は、鳥取県岩美郡岩美町大字大谷字上赤梨子にある西日本旅客鉄道（JR西日本）山陰本線の駅である。

## 歴史
- 1950年（昭和25年）1月1日：国鉄山陰本線岩美駅 - 福部駅間に新設[2]。客貨取扱開始[2]。
- 1962年（昭和37年）10月1日：貨物取扱廃止[3]。
- 1968年（昭和43年）6月1日：業務委託駅化（日本交通観光社受託）[4]。
- 1972年（昭和47年）2月10日：荷物扱い廃止[5]、無人駅化[6]。
- 1987年（昭和62年）4月1日：国鉄分割民営化に伴い、西日本旅客鉄道（JR西日本）の駅となる[3]。

## 駅構造

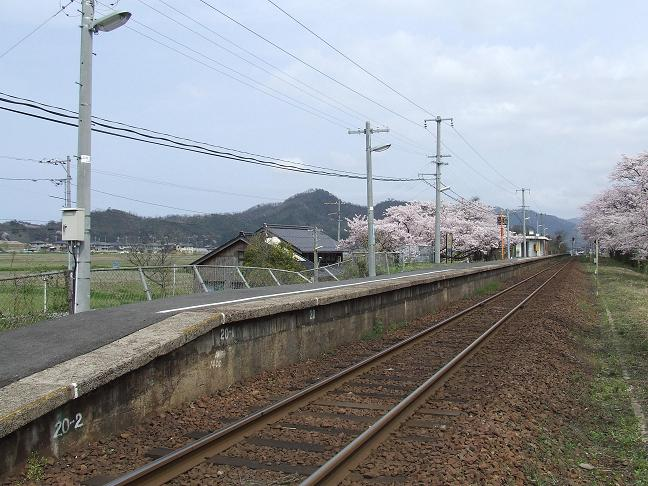
ホーム（2008年4月）

鳥取方面に向かって右側に単式ホーム1面1線を有する地上駅（停留所）。
数メートルの高さの盛土区間で、階段またはスロープでホームに上がる。また、無人駅である。

## 利用状況
| 1日乗降人員推移 | 1日乗降人員推移 |
| 年度            | 1日平均人数     |
| --------------- | --------------- |
| 2011年          | 176             |
| 2012年          | 175             |
| 2013年          | 201             |
| 2014年          | 182             |
| 2015年          | 172             |
| 2016年          | 170             |
| 2017年          | 186             |
| 2018年          | 204             |
| 2019年          | 188             |
| 2020年          | 178             |
| 2021年          | 184             |
| 2022年          | 166             |
| 2023年          | 150             |

## 駅周辺
桜の名所であり、駅周辺に桜の木が植えられている。
- 鳥取県道328号福部岩美線（旧国道9号[1]）
- 国道178号
- 大谷団地
- 岩美町立岩美西小学校
- BAOO鳥取岩美
- 駟馳山
- 駟馳山峠

## 隣の駅
西日本旅客鉄道（JR西日本）
 山陰本線
岩美駅 - 大岩駅 - 福部駅